# Camptochaeta vivax
Camptochaeta vivax är en tvåvingeart som först beskrevs av Frey 1948.  Camptochaeta vivax ingår i släktet Camptochaeta och familjen sorgmyggor.
Artens utbredningsområde är Finland. Arten är reproducerande i Sverige. Inga underarter finns listade i Catalogue of Life.